# Dose
Uma dose é uma quantidade de algo (químico, físico ou biológico) que biologicamente poderá ter impacto num organismo; quanto maior a quantidade, maior a dose.
Na nutrição, o termo é normalmente aplicado à quantidade de um nutriente específico presente num dado alimento, refeição ou suplemento dietético, ou na dieta de uma pessoa.
Em medicina, o termo é geralmente aplicado à quantidade de um fármaco administrado para fins terapêuticos. 

Em toxicologia, dose pode referir-se à quantidade de uma substância nociva (tal como um veneno, carcinógeno, mutagênico ou teratógeno) a que um organismo é exposto.
Em agroquímica, é a quantidade de produto que deve ser distribuída por hectare de terreno, normalmente é referida ao hectare (L ou kg/ha).